# فریتس ناهمان
فریتس ناهمان (آلمانی: Fritz Nachmann؛ زادهٔ ۱۶ اوت ۱۹۲۹) از ورزشکاران و مدال‌آوران در بازی‌های المپیک زمستانی لژسوار اهل آلمان است.